# Trouble Will Find Me
Trouble Will Find Me è il sesto album discografico dei The National, pubblicato il 21 maggio 2013 dalla 4AD.

## Il disco
Il gruppo ha autoprodotto l'album, che è stato registrato dal settembre 2012 principalmente al Clubhouse di Rhinebeck, New York.
Come copertina del disco è stata scelta una fotografia di Bohyun Yoon, un trompe-l'œil intitolato Fragmentation e raffigurante metà testa di una donna.
Alle registrazioni dell'album hanno preso parte anche Sufjan Stevens, St. Vincent e Sharon Van Etten.
Il primo singolo estratto dall'album è stato Demons, pubblicato il 15 aprile 2013. Il video di questo brano è stato pubblicato l'8 agosto seguente.
Il secondo singolo è invece Don't Swallow the Cap, diffuso a partire dal 22 aprile 2013. In seguito sono stati pubblicati, sempre come singoli promozionali, i brani Graceless (agosto) e I Need My Girl.

## Critica e vendite
L'album è stato accolto molto positivamente dalla critica. Ian Cohen di Pitchfork gli attribuisce il voto di 8,4/10 e definisce l'album "facilmente riconoscibile e fantastico". Il portale AllMusic dà al disco il giudizio di 3,5/5. La rivista Rolling Stone invece dà il giudizio di 4/5. Il The Guardian, che conferisce all'album il voto massimo di 5/5, sottolinea che "la precisione e la consapevolezza di sé del gruppo rendono il disco squisito all'ascolto".
Per quanto riguarda le vendite, l'album ha debuttato alla posizione numero 3 nella Billboard 200. Ha inoltre raggiunto la "Top 10" in 14 Paesi.

## Tracce
Tutte le tracce sono state scritte e composte dai The National.
1. I Should Live in Salt - 4:08
2. Demons - 3:32
3. Don't Swallow the Cap - 4:46
4. Fireproof - 2:58
5. Sea of Love - 3:41
6. Heavenfaced - 4:23
7. This is the Last Time - 4:43
8. Graceless - 4:35
9. Slipped - 4:25
10. I Need My Girl - 4:05
11. Humiliation - 5:01
12. Pink Rabbits - 4:36
13. Hard to Find - 4:13

## Formazione
Gruppo
- Matt Berninger - voce
- Aaron Dessner - chitarra, tastiere
- Bryce Dessner - chitarra, tastiere, orchestrazione
- Bryan Devendorf - batteria, percussioni
- Scott Devendorf - basso

Altri musicisti
- Tim Albright, Alan Ferber, Benjamin Lanz, Dave Nelson - trombone
- Hideaki Aomori, Alicia Lee - clarinetti
- Mike Atkinson - corno francese
- Thomas Bartlett - piano, tastiere
- Claire Bryant, Brian Snow, Jeremy Turner - violoncello
- Caleb Burnhans, Beth Myers, Nadia Sirota - viola
- Erwan Castex - elettronica
- Annie Clark - cori in Humiliation
- Logan Coale - contrabbasso
- Sharon Van Etten, Nona Marie Invie - cori
- Rob Moose, Yuki Numata, Ben Russell, Caroline Shaw - violino
- Padma Newsome - violino, viola
- Nico Muhly - celesta
- Richard Reed Parry - contrabbasso, chitarra elettrica, piano, cori
- Kyle Resnick - tromba, cori
- Alex Soop - flauto
- Sufjan Stevens - piano, sintetizzatori, drum machine

## Classifiche
| Classifica (2013)         | Posizione massima |
| ------------------------- | ----------------- |
| Australia                 | 2                 |
| Austria                   | 7                 |
| Belgio (Fiandre)          | 2                 |
| Belgio (Vallonia)         | 25                |
| Canada                    | 3                 |
| Danimarca                 | 5                 |
| Finlandia                 | 3                 |
| Germania                  | 11                |
| Grecia                    | 32                |
| Irlanda                   | 2                 |
| Italia                    | 20                |
| Nuova Zelanda             | 2                 |
| Paesi Bassi               | 7                 |
| Portogallo                | 2                 |
| Regno Unito               | 3                 |
| Regno Unito (independent) | 1                 |
| Scozia                    | 4                 |
| Spagna                    | 14                |
| Stati Uniti               | 3                 |
| Stati Uniti (alternative) | 1                 |
| Stati Uniti (independent) | 1                 |
| Svizzera                  | 6                 |